# Schwarzwald-Baar-Kreis
Schwarzwald-Baar-Kreis är en Landkreis i det tyska förbundslandet Baden-Württemberg med Villingen-Schwenningen som huvudort. Här bor 211 585 personer (september 2005). Bilarna har VS på nummerskyltarna.

## Geografi
Schwarzwald-Baar-Kreis gränsar i norr till Ortenaukreis och Landkreis Rottweil, i öster Landkreis Tuttlingen, i sydöst Landkreis Konstanz, i söder den schweiziska kantonen Schaffhausen, i sydväst Landkreis Waldshut och Landkreis Breisgau-Hochschwarzwald och i väst Landkreis Emmendingen.
Följande städer och Gemeinden ligger i Schwarzwald-Baar-Kreis (invånarantal 2005):

### Städer
- Bad Dürrheim (12.674)
- Blumberg (10.611)
- Bräunlingen (6.200)
- Donaueschingen (21.434)
- Furtwangen im Schwarzwald (9.672)
- Hüfingen (7.792)
- St. Georgen im Schwarzwald (13.744)
- Triberg im Schwarzwald (5.261)
- Villingen-Schwenningen (81.921)
- Vöhrenbach (4.112)

### Gemeinden
- Brigachtal (5.348)
- Dauchingen (3.607)
- Gütenbach (1.319)
- Königsfeld im Schwarzwald (6.155)
- Mönchweiler (3.190)
- Niedereschach (6.019)
- Schonach im Schwarzwald (4.260)
- Schönwald im Schwarzwald (2.482)
- Tuningen (2.861)
- Unterkirnach (2.923)